# James Wilson (esploratore)
James Wilson (1760 – 1814) è stato un esploratore britannico, che portò i primi missionari britannici a Tahiti, sulla nave Duff nel 1797.
Wilson era un uomo molto religioso. I missionari che accompagnò facevano parte della London Missionary Society. C'erano trenta uomini, sei donne e tre bambini.
Wilson a bordo della Duff visitò molte isole del Pacifico, alcune delle quali inesplorate.